# Ернест Джозеф Беллок
Ернест Джозеф Беллок (1873–3 жовтня 1949) — американський професійний фотограф, який працював у Новому Орлеані на початку 20 століття. Беллок запам'ятався своїми приголомшливими фотографіями повій Сторівілля, легалізованого району червоних ліхтарів Нового Орлеана. Вони надихнули на створення романів, віршів і фільмів.

## Життєпис
Беллок народився у заможній родині французького креольського походження у французькому кварталі Нового Орлеана. Він став відомим на місцевому рівні як фотограф-любитель, перш ніж став професіоналом, заробляючи на життя здебільшого фотографуванням пам'яток, кораблів і машин для місцевих компаній. Однак він також робив особисті фотографії прихованої сторони місцевого життя, зокрема опіумних притонів у Чайнатауні та повій Сторівілля. Вони були відомі лише невеликій кількості його знайомих. Він був чимось на кшталт денді в свої ранні дні, а в останню частину свого життя він жив самотнім і придбав репутацію ексцентричного і недружелюбного. За словами знайомих того періоду, він майже не цікавився нічим, крім фотографії.

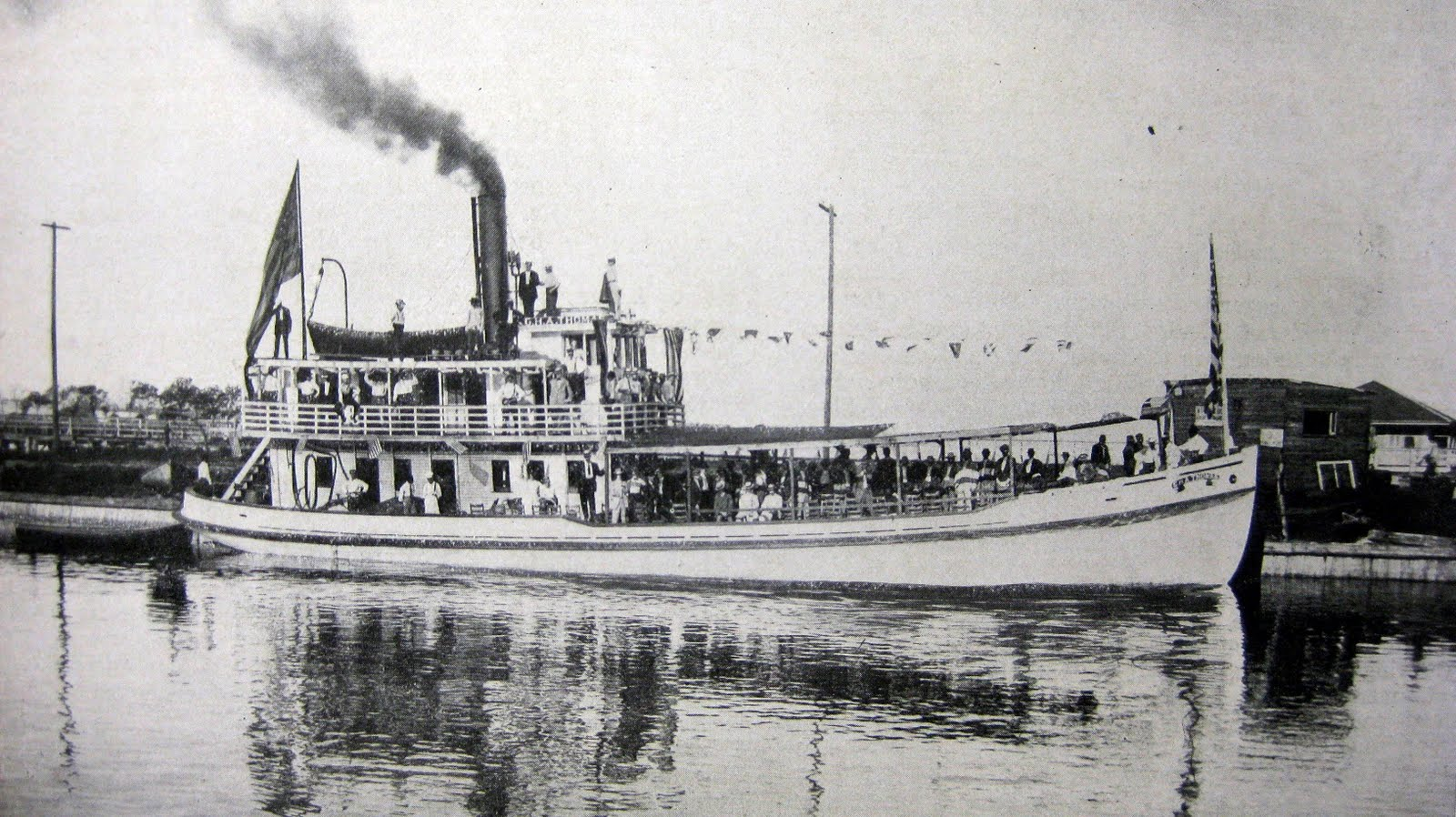
Фото пароплава, спущеного на воду в каналі Нью-Бейсін для екскурсії до північного берега озера Пончартрейн, 19 серпня 1908 року, фото Е. Дж. Беллока

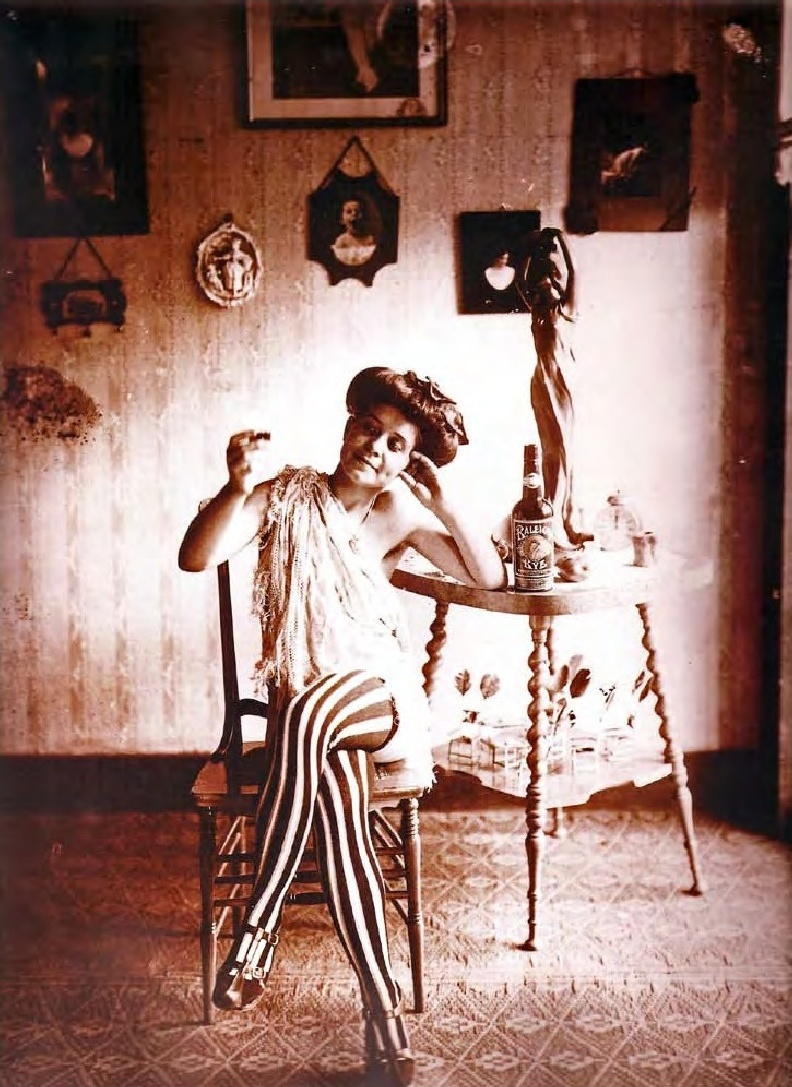
Фотографія Беллока прибл. 1915

Беллок помер у 1949 році і був похований на кладовищі Сент-Луїс № 3 у Новому Орлеані.
Після його смерті більшість його негативів і відбитків було знищено. Однак пізніше були знайдені негативи Storyville. Через багато років їх придбав молодий фотограф Лі Фрідлендер. У 1970 році в Музеї сучасного мистецтва на Манхеттені куратор Джон Шарковскі встановив виставку посмертних відбитків Фрідлендера на папері для друку золотого кольору зі скляних негативів Беллока розміром 8 x 10 дюймів. Добірку фотографій також було опубліковано одночасно в книзі Storyville Portraits. Ці фотографії одразу отримали визнання за їх неповторну гостроту та красу. У 1996 році була опублікована більш обширна колекція гравюр Фрідлендера під назвою «Bellocq: Photographs from Storyville» зі вступом Сьюзен Зонтаг.
Останнім часом з'явилася значна кількість фотовідбитків із власної студії Беллока. Це типові професійні фотографії того часу, як-от портрети, копії для Державного музею Луїзіани та місцеві краєвиди, але існує небагато портретів Сторівіля, надрукованих рукою Беллока. Також з'явилися ранні посмертні відбитки з негативів Беллока, зроблені фотографом Деном Лейрером.

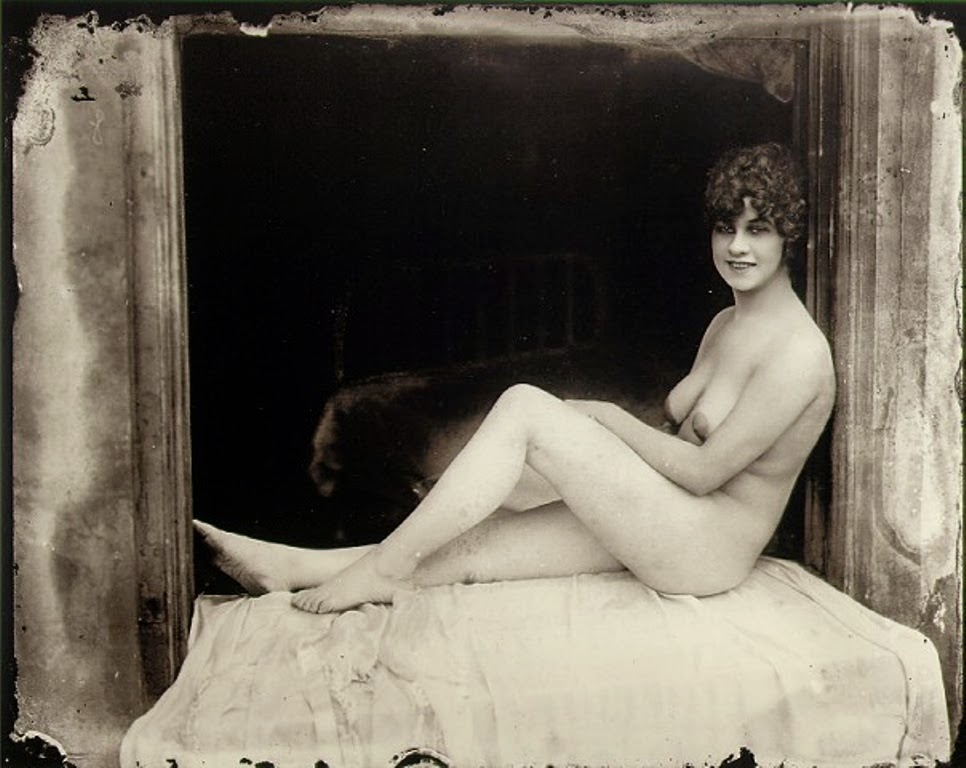
Одна з фотографій Беллока в Сторивілі, прибл. 1912.

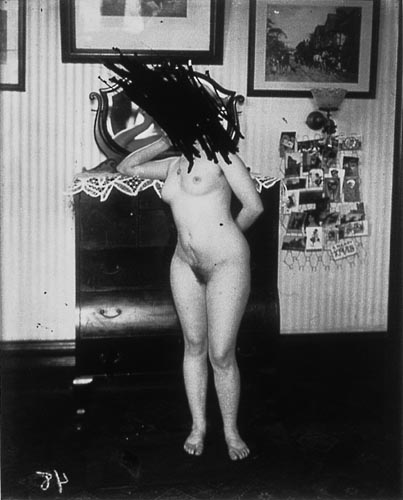
Одна з навмисно пошкоджених фотографій Storyville.

Галерея фотографії Е. Дж. Беллока в Луїзіанському технічному університеті названа на його честь.
На всіх фотографіях зображені жіночі портрети. Деякі оголені, деякі одягнені, інші позують, ніби розігруючи таємничу оповідь. Багато негативів були сильно пошкоджені, частково навмисно, що сприяло спекуляціям. Багато облич було вискоблено; чи зробив це Беллок, його брат -єзуїт- священик, який успадкував їх після смерті EJ, чи хтось інший, невідомо. Беллок є найбільш імовірним кандидатом, оскільки пошкодження було завдано, коли емульсія була ще вологою. На кількох фотографіях жінки були в масках.
Деякі гравюри, зроблені Беллоком, з'явилися. Вони набагато більш звичайні, ніж повністю негативні відбитки, зроблені Фрідлендером.
Фотографії Storyville служать не лише записом про повій, але й про інтер'єри підприємств, у яких вони розміщені.

## Беллок в літературі та кіно
Містика щодо Беллока надихнула кілька вигаданих версій його життя, зокрема фільм Луї Малля 1978 року «Чарівне дитя», де Беллока зіграв Кіт Керрадайн. Він також з'являється в романі Майкла Ондатже «Пройти через забій» і є головним героєм роману Пітера Еверетта «Жінки Беллока». Ці роботи допускають багато свободи щодо фактів із життя Беллока.
Фотографії надихнули на створення творчої літератури про жінок на них. Є кілька збірок віршів, зокрема «Storyville: A Hidden Mirror» Брук Берган і « Офелія Беллок» Наташі Третві.
Книга 1974 року Storyville, New Orleans: Being an Authentic, Illustrated Account of the Notorious Red-Light District, автор Ел Роуз, дає огляд історії проституції в Новому Орлеані з багатьма фотографіями Беллока.
У 1971 році Storyville Portraits отримав згадку на книжковій премії Rencontres d'Arles, Франція.
У романі Р. Райта Кемпбелла «Жирний вівторок» 1983 року міститься тонко завуальоване зображення Беллока, фотографа на ім'я Б. Е. Лок.
Беллок з'являється як вигаданий персонаж у романах Девіда Фулмера « У гонитві за хвостом диявола» і «Рампарт-стріт». Він також є персонажем у фільмі «Мадам: роман про Новий Орлеан» Кері Лінн і Келлі Мартін.

## Виноски
1. 1 2  Find a Grave — 1996.
2. 1 2  Artists + Artworks
3. ↑  Архів образотворчого мистецтва (Чехія)
4. ↑  Museum of Modern Art online collection
5. ↑  Identifiants et Référentiels — ABES, 2011.
6. 1 2 3 4 5  Parr, Leslie Gale (3 січня 2011). E. J. Bellocq. 64 Parishes. Процитовано 9 червня 2019.
7. ↑  E. J. Bellocq. International Center of Photography. 27 квітня 2019. Процитовано 9 червня 2019.
8. 1 2  E.J. Bellocq. Fraenkel Gallery. Процитовано 9 червня 2019.
9. ↑  E.J. Bellocq: Storyville Portraits. The Museum of Modern Art. Процитовано 9 червня 2019.
10. ↑  A peek inside the brothels of Storyville, thanks to E.J. Bellocq. nola.com. 12 лютого 2017. Процитовано 9 червня 2019.
11. 1 2  King, Gilbert (28 березня 2012). The Portrait of Sensitivity: A Photographer in Storyville, New Orleans' Forgotten Burlesque Quarter. Smithsonian. Процитовано 9 червня 2019.
12. ↑  A negative in New Orleans. The Independent. 22 липня 2000. Процитовано 9 червня 2019.
13. ↑  Taylor, Helen. Paris and New Orleans: The Transatlantic Cultural Legacy of Prostitution (PDF). austriaca.at. Процитовано 9 червня 2019.
14. ↑  Storyville, New Orleans, Being an Authentic, Illustrated Account of the Notorious Red-Light District. ASIN 0817344039.
15. ↑  Storyville Portraits; photographs from the New Orleans red-light district, circa 1912 [by] E. J. Bellocq.
16. ↑  Chasing the Devil's Tail (Storyville, #1). GoodReads. Процитовано 9 червня 2019.
17. ↑  Madam: A Novel of New Orleans. GoodReads. Процитовано 9 червня 2019.